# Bygholm Sø
Bygholm Sø er en kunstig sø i den vestlige udkant af Horsens. Søens areal udgør ca. 59 hektar, og den har en længde på ca. 2,7 km, en bredde på ca. 0,1-0,3 km og en største dybde på ca. 3,5 m. Bygholm Å udmunder i vestenden af Bygholm Sø, og afløbet sker gennem dæmningen i østenden af søen. Et omløbsstryg øst for dæmningen fra 2001 giver laksefisk adgang til gydeområderne højere oppe i Bygholm Å-systemet.
Mange forskellige vandfugle, bl.a. ænder, svaner og lappedykkere, bruger søen til leve- og yngleområde. Søens tilsandede vestende er en mosaik af småøer, lavvandede områder med moser og rørsump, et vigtigt levested for planter, fugle, fisk og insekter, bl.a. den sjældne natsommerfugl sødgræsstængelugle. Den smukke brudelys kan ses blomstre fra juni til august.
Søen blev dannet ved en opstemning på tværs af Bygholm Ådal i 1918, og den skulle levere vandkraft til et vandkraftanlæg. Forundersøgelsen til anlægget begyndte i 1917, hvorefter man projekterede og byggede Bygholm Vandkraftanlæg, der stod klar til drift i september 1919. Vandkraftanlægget var i drift til 1959 og blev nedrevet i 1961 for at give plads til udvidelsen af Schüttesvej, der skulle udgøre en del af den nye omfartsvej vest om Horsens. Udvidelsen af Schüttesvej blev anlagt mellem 1961 og 1965. Vejforlægningen skete ikke direkte på den gamle dæmning, som havde to knæk på ca. 45 grader, men på en ny og mere lige dæmning, hvis midterste strækning ligger umiddelbart vest for den gamle dæmning. Forud for Bygholm Vandkraftanlæg fandtes der en ældre vandmølle på stedet, Bygholm Vandmølle, som hørte under Bygholm Hovedgård. Hertil hørte ikke nogen egentlig møllesø. Bygholm Vandmølle må være anlagt senest i 1500-tallet, og den blev nedlagt i 1911.
Før opdæmningen af søen i 1918, førte en lav dæmning kaldet ”Fårebro” over den sumpede ådal ved Bygholm Å. Tilkørslen til dæmningen kan stadig ses i form af en hulvej på begge sider af søen, bl.a. nordvest for Skindmølledammen.
Søen er omgivet af Åbjerg Skov, og den ligger som et stort rekreativt område i forlængelse af den store Bygholm Park ved Bygholm Hovedgård. Der er et omfattende stisystem med afmærkede ruter og flere orienteringsløberuter. Ved nordbredden ligger den lille campingplads Bygholm Sø Camping.
Omkring Bygholm Sø findes mange fortidsminder, bl.a. jættestuen Grønhøj. På et lille næs ved sydbredden af Bygholm Sø, knap 700 m vest for Schüttesvej, kan ses et muligt voldsted fra middelalderen. Kun den øverste del af den omtrent cirkulære banke er i dag synlig, idet resten blev dækket af vandet i den kunstige sø ved opstemning af Bygholm Å. Voldstedet kan være forgænger for borgen Bygholm, som kong Erik Menved lod opføre i 1313, og hvis rester ses nær nordøsthjørnet af Bygholm Park.
Dæmningen bærer i dag trafikken på Primærrute 52. I perioden fra september 2020 til oktober 2021 blev Schüttesvej udvidet fra to til fire spor, og i forbindelse med udvidelsen blev dæmningen udbygget og en ny automatisk sluse anlagt under vejbanen for nemmere fremover at styre vandstanden i søen, og dermed sikre mod fremtidige oversvømmelser af vejen og området omkring. Ved udbygningen af dæmningen blev etableret en lodret spuns ud mod søen langs Schüttesvej, og søen kan fremover kan stige 90 cm over den normale vandstand.